# Nayadet López
Nayadet López Opazo (sinh ngày 5 tháng 8 năm 1994) là một nữ cầu thủ bóng đá có hai quốc tịch là Tây Ban Nha - Chile. Cô là một tiền vệ cho Santa Teresa ở Tây Ban Nha Primera División.

## Đầu đời
López là con của một người mẹ Chile và một người cha Tây Ban Nha tại Manises, Tây Ban Nha vào ngày 5 tháng 8 năm 1994.

## Sự nghiệp cấp Câu lạc bộ
López tham gia thi đấu lần đầu cho đội bóng Valencia B năm 2009, ở tuổi 15. Cô được chọn vào đội một của đội bóng chỉ một năm sau đó vào năm 2010, ra mắt Primera División vào ngày 20 tháng 9.
Vào ngày 24 tháng 1 năm 2013, cô rời Valencia do sự mâu thuẫn với huấn luyện viên đội bóng. Cô ký kết hợp đồng với câu lạc bộ Segunda División Hércules ngay sau đó, được công bố sau đó vào ngày 15 tháng 2. Đội bóng này sau đó đổi tên trở lại là Sporting Plaza de Argel một vài tháng sau đó, nơi López vẫn ở lại cho đến năm 2016. Cô gia nhập Santa Teresa vào mùa hè năm 2016. Cô bị đứt dây chằng chéo trước trong một khóa đào tạo vào ngày 6 tháng 12 năm 2016 và phải nằm viện trong thời gian 6 tháng, chính thức được xuất viện vào ngày 14 tháng 6 năm 2017.

## Sự nghiệp quốc tế
Do nơi sinh của cô, López đủ điều kiện chơi bóng cho cả hai quốc gia là Tây Ban Nha hoặc Chile.